# Borboletta
Borboletta — музичний альбом гурту Santana. Виданий у жовтні 1974 року лейблом CBS. Загальна тривалість композицій становить 39:10. Альбом відносять до напрямку джаз ф'южн.

## Список пісень
1. «Spring Manifestations»
2. «Canto de los Flores»
3. «Life Is Anew»
4. «Give and Take»
5. «One with the Sun»
6. «Aspirations»
7. «Practice What You Preach»
8. «Mirage»
9. «Here and Now»
10. «Flor de Canela»
11. «Promise of a Fisherman»
12. «Borboletta»